# کی هوری
کی هوری (انگلیسی: Kei Horie؛ زادهٔ ۴ اکتبر ۱۹۷۸) یک کارگردان اهل ژاپن است. 